# فرانك روس (ممثل)
فرانك روس (بالإنجليزية: Frank Ross)‏ هو كاتب سيناريو ومنتج أفلام وممثل أمريكي، ولد في 12 أغسطس 1904 ببوسطن في الولايات المتحدة، وتوفي في 18 فبراير 1990 بلوس أنجلوس في الولايات المتحدة.

## أعمال

### أفلام
- (1943) كلما زاد العدد زاد المرح
- (1953) الرداء

## ترشيحات
- جائزة الأوسكار لأفضل فيلم، عن عمل: الرداء
- جائزة الأوسكار لأفضل كتابة، عن عمل: كلما زاد العدد زاد المرح
- جائزة الأوسكار لأفضل قصة [الإنجليزية]‏، عن عمل: كلما زاد العدد زاد المرح

## وصلات خارجية
- فرانك روس على موقع IMDb (الإنجليزية)
- فرانك روس على موقع ألو سيني (الفرنسية)
- فرانك روس على موقع أول موفي (الإنجليزية)
- فرانك روس على موقع قاعدة بيانات برودواي على الإنترنت (الإنجليزية)
- فرانك روس على موقع قاعدة بيانات الأفلام السويدية (السويدية)
- فرانك روس على موقع قاعدة بيانات الفيلم (الإنجليزية)
- فرانك روس على موقع كينوبويسك (الروسية)